# Alliopsis gentilis
Alliopsis gentilis är en tvåvingeart som först beskrevs av Huckett 1950.  Alliopsis gentilis ingår i släktet Alliopsis och familjen blomsterflugor. Inga underarter finns listade i Catalogue of Life.